# Auguste Schoy
Pour les articles homonymes, voir Schoy.
Auguste Félix Schoy, né à Bruxelles le 7 janvier 1838 et décédé à Saint-Josse-ten-Noode le 4 novembre 1885, est un architecte belge, professeur à l'Académie d'Anvers, écrivain, archéologue, auteur d'ouvrages théoriques et historiques sur son art.
Il était membre de la Société centrale d'architecture de Belgique et membre correspondant de la Commission royale des monuments et des sites.

## Formation
Après des humanités au collège Saint-Michel de Bruxelles et une formation d'architecte à l'Académie royale des beaux-arts de Bruxelles, dans l'atelier Tilman-François Suys, Auguste Schoy continua à se perfectionner en collaborant avec Alphonse Balat et Félix Laureys (1820-1897).

## Style
Auguste Schoy était admirateur de Rubens et a acquis ainsi la conviction, à l'instar d'Émile Janlet, qu'il fallait redonner vie aux styles nationaux « flamands » dont il avait découvert la richesse.

## Œuvre
Schoy fut peu prolifique, mais ses œuvres furent de qualité :
- 1865 : construction d'une maison de style classique rue Marie-Thérèse, 42 à Saint-Josse-ten-Noode[3]
- 1865 : il conçut l'hôtel particulier pour la famille Jacqmotte, négociants en café, situé rue Haute, maintenant l'Espace Jacqmotte
- Restauration d'une église à Nivelles
- 1867 : agrandissement du pavillon de chasse de Pierre Bortier jr. dans les dunes de La Panne. De style néoclassique avec emprunts à la Renaissance italienne, il avait été construit par les architectes Hector Horeau et Donny (1842).
- 1870-1885 : restauration de l'église Notre-Dame du Sablon à laquelle il consacra toute son énergie de l'âge de 32 ans à sa mort prématurée à 47 ans, soit de 1870 à 1885. Il corrobora le bien-fondé de ses restaurations en entreprenant de nombreuses recherches historiques qui lui permirent de publier de nombreux ouvrages démontrant sa grande érudition architecturale, ce qui n'avait pas empêché au début la Commission royale des monuments et des sites de refuser son premier projet de restauration de l'église Notre-Dame du Sablon comme étant trop historicisant l'obligeant par la suite à se limiter à des interventions moins importantes, ce qui ne sera plus le cas de son successeur Jules-Jacques Van Ysendyck qui, grâce à son renom, put se permettre des transformations plus lourdes qui ont donné l'aspect actuel de cette église.
- 1872 : maison de commerce et de logement social de style éclectique, bd Maurice Lemonnier, 175 à Bruxelles
- Mausolée de la famille Jacqmotte, au cimetière de Bruxelles

## Ses publications
- L'art architectural, décoratif, industriel et somptuaire de l'époque Louis XVI, Liège, 1868, 2 volumes.
- Costumes civils et militaires du XVIe siècle, par A. De Bruyn, fac-simile de l'édition 1581, colorié d'après des documents contemporains, Bruxelles, 1875.
- Les grands architectes de la Renaissance, diverses monographies.
- Histoire de l'influence italienne sur l'architecture dans les Pays-Bas, Bruxelles, 1879.
- La Cheminée du Franc de Bruges et le portail de la chambre échevinale à l'hôtel de ville d'Audenarde, études esthétiques, 2e édition, Bruxelles : impr. de F. Hayez, 1876.